# Niederlech
Il Niederlech o Niderlech è stato un particolare privilegio medievale di origine germanica diffuso in Friuli, più precisamente nella città di Gemona e più tardi anche a Venzone. Esso imponeva ai mercanti provenienti dall'Austria o dal Veneto, la sosta presso Gemona dove scaricare le merci e ripartire dopo aver soggiornato una giornata e aver pagato un dazio.

## Storie
Questo privilegio fu concesso alla comunità di Gemona nella metà del XIII secolo dal Patriarca di Aquileia insieme ad una più ampia autonomia per ricompensare la grande fedeltà della città verso di lui. La legge del Niederlech fu molto vantaggiosa economicamente per gli abitanti gemonesi e ciò portò a un fiorente prosperità economica e però anche all'invidia della tradizionale rivale di Gemona: Venzone. Nel 1300 i duchi di Carinzia, che erano padroni di Venzone, riuscirono a fargli concedere questo privilegio. Per far rispettare in futuro questa disposizione, nello statuto comunale risalente al Basso medioevo vennero inseriti degli articoli relativi a questo privilegio. Nello statuto di Gemona (Statuta Glemona) il Niederlech si trova negli articoli 200 e 201 dal 1381 mentre in quello di Venzone negli articoli 89 e 90 dal 1425.
Con il passare del tempo questo privilegio è diventato sempre meno importante e vantaggioso per le comunità. Con la costruzione di una strada che dall'Austria arrivava a Trieste parallela all'Isonzo, i traffici che arrivavano a Udine calarono molto rendendo il Niederlech obsoleto.